# Народився Бог на санях
«Народився Бог на санях» — колядка на слова Богдана-Ігоря Антонича.
Уся поезія Антонича просякнута релігійністю, яка проявляється в імітуванні молитовної лірики, переспіві біблійних псалмів. Водночас колядка увібрала образи з народних пісень та колядок гуцулів, лемків і бойків, в яких різдвяні події переносяться зі Святої Землі до Карпат, народження Ісуса Христа відбувається не у Вифлеємі, а в убогому обійсті або «на санях в лемківськім містечку Дуклі». Така міфологізація створює відчуття особистої причетності до подій вселенського значення
Вірші Богдана-Ігоря Антонича «Різдво» і «Коляда» із збірки «Три перстені» український кобзар Василь Жданкін поклав на музику.

## Вірші Богдана-Ігоря Антонича зі збірки «Три перстені»
Різдво
 Народився Бог на санях
 в лемківськім містечку Дуклі.
 Прийшли лемки у крисанях
 і принесли місяць круглий.
 Ніч у сніговій завії
 крутиться довкола стріх.
 На долонях у Марії
 місяць — золотий горіх.
Коляда
 Тешуть теслі з срібла сани,
 стелиться сніжиста путь.
 На тих санях в синь незнану
 Дитя Боже повезуть.
 Тешуть теслі з срібла сани,
 сняться веснянії сни.
 На тих санях Ясна Пані,
 очі наче у сарни.
 Ходить сонце у крисані,
 спить слов'янськеє Дитя.
 Їдуть сани, плаче Пані,
 снігом стелиться життя.

## Колядка в обробці Василя Жданкіна
Народився Бог на санях
 В лемківськім містечку Дуклі.
 Прийшли лемки у крисанях
 І принесли місяць круглий.
 Прийшли лемки у крисанях
 І принесли місяць круглий.
 Тешуть теслі з срібла сани,
 Стелиться сніжиста путь.
 На тих санях в синь незнану
 Дитя Боже повезуть. (2)
 Тешуть теслі з срібла сани,
 Сняться різдвяні пісні.
 На тих санях ясна Пані,
 Очі наче у сарни. (2)
 Ніч у сніговій завії
 Крутиться довкола стріх.
 У долоні у Марії
 Місяць — золотий горіх. (2)
 Сходить сонце у крисані,
 Спить слав'янськеє дитя.
 Їдуть сани, плаче Пані,
 Снігом стелиться життя. (2)
 Тешуть теслі з срібла сани. (4)
 Христос ся рождає! Славімо Його!